# KBP器械製造設計局
KBP器械製造設計局（KBPきかいせいぞうせっけいきょく、JSC Konstruktorskoe Buro Priborostroeniya (KBP) 、露: АО «Конструкторское бюро приборостроения»、羅: AO konstruktórskoje bjuró priborostrojénija Joint-Stock Company - Instrument Design Bureau) は、ロシアの防衛産業分野の主要企業の1つで、本社はトゥーラ。
民生用製品に加えて、陸軍、VMF、VKS向けの高精度兵器システム、対空システム、高発射速度の機関砲、小火器を設計・製造している。
正式名称は「アカデミックA.G.シプノフにちなんで名付けられた株式会社計器設計局」。親会社は国営企業ロステックの子会社であるハイ・プレシジョン・システムズ。

## 歴史
KBPは1927年10月1日、トゥーラ兵器工場の組織として設立され、小火器を設計していた。最初の大きな功績は赤軍廠で、1931年2月にトカレフ拳銃が採用された。1936年にTsKB-14(中央設計局第14号)と改称された。
独ソ戦中、ShVAK、ShKAS、Berezin UB、VYa、Berezin B-20航空機関砲などの航空機関銃を開発した。ソビエト空軍の国産機の80%以上がここで生産された兵器を装備していた。
戦後、工兵兼銃器技師のイーゴリ・ディミトリエフの監督の下で会社の活動が再開された。KBPは1940年代と1950年代に、PM、APSピストル、AM-23機関砲、シルカシステム用の23mm対空機関砲2A7、ZU-23 AAAとそのデュアル2A14機関砲を開発した。
同社は1960年代に誘導兵器と高精度ミサイルの設計を開始した。この時期にコルネット-E ATミサイルやクラスノポリM-2誘導ミサイルシステム、ツングースカ、パーンツィリ-S1対空機関砲システム、カシュタンCIWSが設計された。

ソビエト連邦崩壊後 KBPは、1991年以降の国防秩序の大幅な縮小と軍事研究開発への資金提供に大きな打撃を受けた。
1994年、KBPに対するロシアの債務は200億ルーブルに達した。このような状況下では、局の存続は輸出手段によってのみ可能で、KBPはロシア政府に外国との独立した軍事・技術協力を要請し、2000年のロシア大統領の命令によって認証され、その後拡大された。
KBPは、2012年10月1日、創立85周年までに合計160以上の設計を手がけた。この時、企業は6500人以上の従業員が従事していた。(注7)
同社は2014年6月に米国の特別指定国民リスト(SDN)に加えられた。(注8)

## 営業形態
KBPの株式は、OAOのNPOであるVysokotochnye Kompleksyと国営企業Rostecが保有している。また、以下の子会社がある。
- TsKIBのSOO
- KBPのモスクワ子会社 附属生物学研究センター「フィトジェネティカ」

## 製品
以下の武器はKBPによって設計された。

### 武器システム
GWSエルメス誘導兵器システム カシュタンCIWSの 30F39クラスノポリ152mmレーザー誘導発射体 Drozdアクティブ保護システム 

### 小火器
- 9A-91カービン銃
- KBP A-91アサルトライフル
- ADS水陸両用ライフル
- VSSKヴィフロップスナイパーライフル
- VSK-94スナイパーライフル
- OSV-96重精密ライフル
- PP-90折りたたみ式短機関銃
- PP-90M1ヘリカルフィードサブマシンガン
- PP-93短機関銃
- PP-2000
- P-96ピストル
- GSh-18ピストル
- RSH-12
- ウダールリボルバー
- ベルクート狩猟用ライフル

### 大砲
セッションID: 2A7 セッションID: 2A14 2A28グロム 2A38 [ru] 2A38M [ru] セッションID: 2A42 セッションID: 2A72 AK-630ガトリング砲 GShG-7.62 ガトリングガン Yak-B 12.7ミリメートルガトリングガン GSh-30-2キャノン砲 GSh-23 キャノン砲 GSh-6から23ガトリング砲 GSh-6から30ガトリング砲 ZU-23-2

### グレネードランチャー
- GM-94グレネードランチャー
- AGS-30グレネードランチャー

### 対戦車ミサイル
9K115-2 Metis-M(AT-13「サックスホーン-2」)対戦車ミサイル 9K121 Vikhr(AT-16「スキャリオン」)対戦車ミサイル 9M113 コンクルス(AT-5「スパンドレル」)対戦車ミサイル 9M133コルネット(AT-14「スプリガン」)対戦車ミサイル 対空システム ツングースカ-M1(SA-19「グリソン」)対空システム パーンツィリ-S1(SA-22「グレイハウンド」)対空システム 9M311対空ミサイル

## 米国の制裁
2014年7月16日、オバマ政権は、ロシア・ウクライナ戦争への報復として、米国財務省外国資産管理局(OFAC)を通じて、KBP計器設計局などを特別指定国民リスト(SDN)に追加し、制裁を課した。